# زیگفرید و روی
زیگفرید و روی (انگلیسی: Siegfried & Roy؛ زیگفرید: زاده ۱۳ ژوئن ۱۹۳۹ - درگذشته ۱۳ ژانویه ۲۰۲۱؛ روی: زاده ۳ اکتبر ۱۹۴۴ - درگذشته ۸ مهٔ ۲۰۲۰) یک گروه سرگرمیساز اهل ایالات متحده آمریکا بودند.

## مرگ فیشباخر
در ژانویه ۲۰۲۱، فیشباخر اعلام کرد که سرطان لوزالمعده دارد. وی در ۱۳ ژانویه ۲۰۲۱، در سن ۸۱ سالگی در لاس وگاس درگذشت.

## گزیده فیلمشناسی
از فیلم‌ها یا برنامه‌های تلویزیونی که وی در آن نقش داشته‌است می‌توان به آثار زیر اشاره کرد.
- یازده یار اوشن (۲۰۰۱)